# Льоренте, Франсиско
Франсиско Льоренте Хенто (исп. Francisco Llorente Gento род. 21 мая 1965, Вальядолид, Кастилия и Леон) — испанский футболист, игрок сборной Испании.

## Карьера
Льоренте родился в Вальядолиде. После короткого молодёжного периода в Реале он подписал контракт с соседним мадридским «Атлетико», где его довольно активно использовали в течение двух сезонов. В 1987 году, продемонстрировав свою скорость и мастерство, он вновь присоединился к «Реалу».
Будучи способным играть на позиции нападающего, Льоренте было трудно пробиться в стартовый состав команды, поскольку на его позиции играл Мичел, а впереди были Уго Санчес и Эмилио Бутрагеньо. Его момент славы пришелся на второй матч второго раунда Кубка Европы 1987-88, когда он появился со скамейки запасных при счете 0:1 в пользу «Порту» (победа дома 2:1) и дважды ассистировал Мичелу после мощных проходов по флангу, как его дядя Франсиско в 50/60-х годах.
В 1989-90 годах, после прихода Джона Тошака на пост тренера, Льоренте резко сократил свое игровое время; в более поздние годы работы в клубе, когда у руля стоял Бенито Флоро, он даже некоторое время играл на позиции правого защитника. Он ушел на пенсию в 1998 году после четырёх сезонов в высшем дивизионе в команде «Компостела» в возрасте 33 лет.
Льоренте сыграл один раз за сборную Испании, против Албании в отборочном турнире Евро-1988 18 ноября 1987 года, забив один из пяти безответных мячей в Севилье. Однако он не попал в финальную часть турнира в Западной Германии.